# Fort Group
Fort Group — российская инвестиционная компания, специализирующаяся на управлении коммерческой и торговой недвижимостью. Появилась в 2011 году в результате приобретения группы компаний «Макромир». Является вторым по объёму площадей игроков петербургского рынка торговой недвижимости. Доход от аренды в 2016 году составил $125 млн. Одним из учредителей является Максим Левченко. Штаб квартира компании расположена в Санкт-Петербурге.

## Деятельность
По состоянию на 2016 год в собственности компании было 11 объектов торговой недвижимости общей площадью более 530 тысяч м². В 2015 году годовая посещаемость составила 62,2 млн человек, среднесуточная — 169 тысяч человек. Основные объекты ТРК «Европолис» (60 тысяч м²), ТРК «Сити Молл» (69 тысяч м²), ТРК «Лондон Молл» (63 тысяч м²). В 2015 году на территории ТРК «Европолис» был открыт первый в России парк активного отдыха Angry Birds Activity Park St. Petersburg. Парк занял 4000 м². Проект реализован по лицензии финской компании Rovio.
С 2013 года по 2018 год являлся генеральным спонсором футбольного клуба «Тосно».
В 2013 году Fort Group приобрела 10,4% акций ТЦ «Большой Гостиный Двор». В 2016 году совместно с архитектурным бюро Евгения Герасимова была представлена новая архитектурная концепция здания. Проект вызвал общественный резонанс и породил широкую полемику в обществе..
В 2016 году компания ввела в эксплуатацию БЦ Fort Tower (26 105 м²) в Московском районе, II очередь ТРК «Порт Находка» (10 860 м²) в Рыбацком и парк активного отдыха Gorilla Park (3 200 м²) в Приморском районе.

## Экспансия в Москве
С 2017 года компания выкупила портфель недвижимости австрийского инвестора Immofinanz, состоящий из пяти торгово-развлекательных центров: «Золотой Вавилон Ростокино» (Iran), «Золотой Вавилон Ясенево», «Золотой Вавилон Отрадное», «Пятая авеню» и «Гудзон», а также земельных активов. Сумма сделки составила €901 млн, в том числе €675 млн долговые обязательства.
В марте 2018 управляющий партнер Максим Левченко анонсировал планы по реконцепции и ребрендингу самого большого ТРК из портфеля компании — «Золотого Вавилона Ростокино», новое название «Европолис».
В середине 2020 года после процессов реконцепции компания открыла торговые комплексы: «Европолис» в Ростокино, FORT в Отрадном и FORT в Ясенево.